# The Afterparty
Albums de Captain Hollywood Project
Animals Or Human
Singles
The Afterparty est le troisième album de Captain Hollywood Project, sorti en 1996, qui comprend trois singles qui sont passés pour le moins inaperçus, Over And Over, Love And Pain et The Afterparty qui était également le titre de l'album, c'est d'ailleurs le dernier de la série qui met fin à l'existence du groupe à la suite de cet échec commercial de l'album mais aussi par l'essoufflement de l'eurodance, qui commence peu à peu, à son tour, à disparaitre totalement des ondes.

## Titres de l'album
| No  | Titre                     | Durée |
| --- | ------------------------- | ----- |
| 1.  | Intro                     | 1:32  |
| 2.  | Far Away                  | 5:00  |
| 3.  | Over And Over             | 3:43  |
| 4.  | A Little Bit              | 4:21  |
| 5.  | Waiting So Long           | 4:13  |
| 6.  | Love And Pain             | 4:19  |
| 7.  | All The Tears             | 4:49  |
| 8.  | I Can't Stand It          | 3:37  |
| 9.  | Up 'N' Down               | 4:20  |
| 10. | The Afterparty            | 3:38  |
| 11. | Tell Me That I'M Dreaming | 3:52  |